# Final de la Liga Profesional Femenina de fútbol 2018 (Colombia)
La final de la Liga Profesional Femenina 2018 fueron una serie de partidos de fútbol que se jugaron el 23 y 31 de mayo de 2018 para definir al campeón de la Liga Profesional Femenina en Colombia.
La disputaron los dos equipos que avanzaron ganando sus llaves en la anterior fase, las Semifinales: Atlético Huila y Atlético Nacional Femenino respectivamente.
La definición de la localía en la final se hizo de acuerdo a que equipo se encontraba mejor ubicado que su rival de llave en la tabla de reclasificación. En caso de empate en goles, la regla del gol de visitante no fue utilizada, sino que se desempataron las llaves directamente mediante los tiros desde el punto penal.

## Llave
|                         | vs. | Bandera del departamento de Antioquia |
| ----------------------- | --- | ------------------------------------- |
| Atlético Huila 2(3) 0 2 | vs. | Atlético Nacional Femenino 2(0) 1     |

## Estadios
| Neiva                          | Envigado                  |
| ------------------------------ | ------------------------- |
| Estadio Guillermo Plazas Alcid | Estadio Polideportivo Sur |
| Capacidad: 25.000              | Capacidad: 14.000         |
|                                |                           |

## Camino a la final

### Atlético Huila
| Fecha                                                                      | Fase                   | Estadio                                      | Local             | Resultado | Visitante         |
| -------------------------------------------------------------------------- | ---------------------- | -------------------------------------------- | ----------------- | --------- | ----------------- |
| 2 de mayo                                                                  | Fase de grupos Grupo A | Estadio Manuel Murillo Toro, Ibagué          | Tolima            | 1 : 0     | Atlético Huila    |
| 17 de febrero                                                              | Fase de grupos Grupo A | Estadio Daniel Villa Zapata, Barrancabermeja | Alianza Petrolera | 0 : 3     | Atlético Huila    |
| 24 de febrero                                                              | Fase de grupos Grupo A | Estadio Guillermo Plazas Alcid, Neiva        | Atlético Huila    | 4 : 0     | Cúcuta            |
| 4 de marzo                                                                 | Fase de grupos Grupo A | Estadio Álvaro Gómez Hurtado, Floridablanca  | Real Santander    | 1 : 1     | Atlético Huila    |
| 15 de marzo                                                                | Fase de grupos Grupo A | Cancha La Marte, Bucaramanga                 | Bucaramanga       | 0 : 1     | Atlético Huila    |
| 19 de marzo                                                                | Fase de grupos Grupo A | Guillermo Plazas Alcid, Neiva                | Atlético Huila    | 2 : 1     | Tolima            |
| 24 de marzo                                                                | Fase de grupos Grupo A | Guillermo Plazas Alcid, Neiva                | Atlético Huila    | 2 : 0     | Alianza Petrolera |
| 25 de abril                                                                | Fase de grupos Grupo A | Estadio General Santander, Cúcuta            | Cúcuta            | 0 : 3     | Atlético Huila    |
| 29 de abril                                                                | Fase de grupos Grupo A | Guillermo Plazas Alcid, Neiva                | Atlético Huila    | 4 : 0     | Real Santander    |
| 4 de mayo                                                                  | Fase de grupos Grupo A | Guillermo Plazas Alcid, Neiva                | Atlético Huila    | 2 : 0     | Bucaramanga       |
| Atlético Huila avanzó de fase como primero (1°) en su grupo con 25 puntos. |                        |                                              |                   |           |                   |
| 10 de mayo                                                                 | Cuartos de final       | Estadio de Ciénaga, Ciénaga                  | Unión Magdalena   | 0 : 4     | Atlético Huila    |
| 13 de mayo                                                                 | Cuartos de final       | Estadio Guillermo Plazas Alcid, Neiva        | Atlético Huila    | 2 : 0     | Unión Magdalena   |
| Atlético Huila avanzó a semifinales con un resultado global de 6:0.        |                        |                                              |                   |           |                   |
| 17 de mayo                                                                 | Semifinales            | Estadio Pascual Guerrero, Cali               | América de Cali   | 1 : 3     | Atlético Huila    |
| 20 de mayo                                                                 | Semifinales            | Estadio Guillermo Plazas Alcid, Neiva        | Atlético Huila    | 2 : 0     | América de Cali   |
| Atlético Huila avanzó a la final con un resultado global de 5:1.           |                        |                                              |                   |           |                   |

|  |                            |
|  | Triunfo de Atlético Huila. |
|  | Empate.                    |
|  | Derrota de Atlético Huila. |

### Atlético Nacional
| Fecha                                                                         | Fase                   | Estadio                             | Local                  | Resultado | Visitante              |
| ----------------------------------------------------------------------------- | ---------------------- | ----------------------------------- | ---------------------- | --------- | ---------------------- |
| 10 de febrero                                                                 | Fase de grupos Grupo D | Estadio Atanasio Girardot, Medellín | Atlético Nacional      | 2 : 0     | Real Cartagena         |
| 25 de febrero                                                                 | Fase de grupos Grupo D | Estadio Sierra Nevada, Santa Marta  | Unión Magdalena        | 0 : 0     | Atlético Nacional      |
| 3 de marzo                                                                    | Fase de grupos Grupo D | Polideportivo Sur, Envigado         | Envigado               | 1 : 0     | Atlético Nacional      |
| 7 de marzo                                                                    | Fase de grupos Grupo D | Estadio Atanasio Girardot, Medellín | Atlético Nacional      | 3 : 0     | Junior                 |
| 19 de marzo                                                                   | Fase de grupos Grupo D | Estadio Jaime Morón, Cartagena      | Real Cartagena         | 0 : 5     | Atlético Nacional      |
| 25 de abril                                                                   | Fase de grupos Grupo D | Estadio de Guarne, Guarne           | Atlético Nacional      | 3 : 1     | Unión Magdalena        |
| 6 de mayo                                                                     | Fase de grupos Grupo D | Estadio Atanasio Girardot, Medellín | Atlético Nacional      | 2 : 1     | Envigado               |
| 29 de abril                                                                   | Fase de grupos Grupo D | Estadio Metropolitano, Barranquilla | Junior                 | 0 : 1     | Atlético Nacional      |
| Atlético Nacional avanzó de fase como primero (1°) en su grupo con 19 puntos. | Fase de grupos Grupo D |                                     |                        |           |                        |
| 10 de mayo                                                                    | Fase de grupos Grupo D | Estadio Manuel Murillo Toro, Ibagué | Deportes Tolima        | 0 : 3     | Atlético Nacional      |
| 13 de mayo                                                                    | Cuartos de final       | Estadio Atanasio Girardot, Medellín | Atlético Nacional      | 3 : 0     | Deportes Tolima        |
| Atlético Nacional avanzó a semifinales con un resultado global de 6:0.        |                        |                                     |                        |           |                        |
| 17 de mayo                                                                    | Semifinales            | Estadio Ditaires, Itagüí            | Atlético Nacional      | 1 : 1     | Independiente Santa Fe |
| 20 de mayo                                                                    | Semifinales            | Estadio El Campín, Bogotá           | Independiente Santa Fe | 2 : 3     | Atlético Nacional      |
| Atlético Nacional avanzó a la final con un resultado global de 4:3.           |                        |                                     |                        |           |                        |

|  |                               |
|  | Triunfo de Atlético Nacional. |
|  | Empate.                       |
|  | Derrota de Atlético Nacional. |

## Estadísticas previas
A continuación se encuentran tabuladas las estadísticas de Atlético Huila y Atlético Nacional en las fases previas a la final: fase de grupos, cuartos de final y semifinales. De la siguiente forma:
| Equipos           | PJ | PG | PE | PP | GF | GC | Dif. | Pts. | Rend.  |
| ----------------- | -- | -- | -- | -- | -- | -- | ---- | ---- | ------ |
| Atlético Huila    | 14 | 12 | 1  | 1  | 33 | 4  | 29   | 37   | 88,1 % |
| Atlético Nacional | 12 | 9  | 2  | 1  | 26 | 6  | 20   | 29   | 80,5 % |

## Resultados
| 23 de mayo, 19:30 | Atlético Nacional | 1:0 (0:0) | Atlético Huila | Estadio Polideportivo Sur, Envigado |                                 |
|                   | Andrade 64'       | Reporte   |                | Asistencia: 14 000 espectadores     | Asistencia: 14 000 espectadores |

| 31 de mayo, 18:30 | Atlético Huila                            | 2:1 (1:0) (3:0 p.)         | Atlético Nacional         | Estadio Guillermo Plazas Alcid, Neiva                           |                                                                 |
|                   | Vidal 11' · Vallejos 75'                  | Reporte                    | 47' Andrade               | Asistencia: 12 739 espectadores Árbitro(s): María Victoria Daza | Asistencia: 12 739 espectadores Árbitro(s): María Victoria Daza |
|                   |                                           | Tiros desde el punto penal |                           |                                                                 |                                                                 |
|                   | Rodallega · Oliveros · Vallejos · Cometti |                            | Andrade · Arbeláez · Pion |                                                                 |                                                                 |

### Partido de ida
| 1     | POR   | Karen Hipólito     |  |
| 7     | DEF   | Daniela Tamayo     |  |
| 2     | DEF   | Nubiluz Rangel     |  |
| 17    | DEF   | Carolina Arias     |  |
| 6     | DEF   | Daniela Bedoya     |  |
| 21    | MED   | Carolina Arbeláez  |  |
| 13    | MED   | Mariana Pion       |  |
| 16    | MED   | Lady Andrade       |  |
| 18    | DEL   | Viviana Múnera 65' |  |
| 28    | DEL   | Estefanía González |  |
| 14    | DEL   | María Hurtado 82'  |  |
| D. T. | D. T. | Diego Bedoya       |  |

| 22    | POR   | Daniela Solera        |  |
| 17    | DEF   | Jaylis Oliveros       |  |
| 13    | DEF   | Gavy Santos           |  |
| 24    | DEF   | Aldana Cometti        |  |
| 5     | DEF   | Carmen Rodallega      |  |
| 21    | MED   | Nancy Madrid 84'      |  |
| 19    | MED   | Fabiana Vallejos      |  |
| 23    | MED   | Darnelly Quintero 60' |  |
| 27    | DEL   | Yoreli Rincón         |  |
| 9     | DEL   | Jennifer Peñaloza 88' |  |
| 7     | DEL   | Karla Torres          |  |
| D. T. | D. T. | Virgilio Puerto       |  |

| 20 | DEL | Estefanía Cartagena | 65' |
| 11 | MED | Leysi Pulgarín      | 82' |

| 15 | MED | Daniela Caracas | 60' |
| 6  | MED | Miley Arévalo   | 84' |
| 11 | DEL | Nelly Córdoba   | 88' |

| 64' | Lady Andrade | 1-0 |

| 68' · 74' · 84' | María Hurtado Mariana Pion Daniela Tamayo |

| 82' · | Jaylis Oliveros |

| Principal  | Bandera de ? |
| Asistentes | Bandera de ? |
|            | Bandera de ? |
| Cuarto     | Bandera de ? |

| 1     | POR   | Karen Hipólito     |  |
| 7     | DEF   | Daniela Tamayo     |  |
| 2     | DEF   | Nubiluz Rangel     |  |
| 17    | DEF   | Carolina Arias     |  |
| 6     | DEF   | Daniela Bedoya     |  |
| 21    | MED   | Carolina Arbeláez  |  |
| 13    | MED   | Mariana Pion       |  |
| 16    | MED   | Lady Andrade       |  |
| 18    | DEL   | Viviana Múnera 65' |  |
| 28    | DEL   | Estefanía González |  |
| 14    | DEL   | María Hurtado 82'  |  |
| D. T. | D. T. | Diego Bedoya       |  |

| 22    | POR   | Daniela Solera        |  |
| 17    | DEF   | Jaylis Oliveros       |  |
| 13    | DEF   | Gavy Santos           |  |
| 24    | DEF   | Aldana Cometti        |  |
| 5     | DEF   | Carmen Rodallega      |  |
| 21    | MED   | Nancy Madrid 84'      |  |
| 19    | MED   | Fabiana Vallejos      |  |
| 23    | MED   | Darnelly Quintero 60' |  |
| 27    | DEL   | Yoreli Rincón         |  |
| 9     | DEL   | Jennifer Peñaloza 88' |  |
| 7     | DEL   | Karla Torres          |  |
| D. T. | D. T. | Virgilio Puerto       |  |

| 20 | DEL | Estefanía Cartagena | 65' |
| 11 | MED | Leysi Pulgarín      | 82' |

| 15 | MED | Daniela Caracas | 60' |
| 6  | MED | Miley Arévalo   | 84' |
| 11 | DEL | Nelly Córdoba   | 88' |

| 64' | Lady Andrade | 1-0 |

| 68' · 74' · 84' | María Hurtado Mariana Pion Daniela Tamayo |

| 82' · | Jaylis Oliveros |

| Principal  | Bandera de ? |
| Asistentes | Bandera de ? |
|            | Bandera de ? |
| Cuarto     | Bandera de ? |

| 1     | POR   | Karen Hipólito     |  |
| 7     | DEF   | Daniela Tamayo     |  |
| 2     | DEF   | Nubiluz Rangel     |  |
| 17    | DEF   | Carolina Arias     |  |
| 6     | DEF   | Daniela Bedoya     |  |
| 21    | MED   | Carolina Arbeláez  |  |
| 13    | MED   | Mariana Pion       |  |
| 16    | MED   | Lady Andrade       |  |
| 18    | DEL   | Viviana Múnera 65' |  |
| 28    | DEL   | Estefanía González |  |
| 14    | DEL   | María Hurtado 82'  |  |
| D. T. | D. T. | Diego Bedoya       |  |

| 22    | POR   | Daniela Solera        |  |
| 17    | DEF   | Jaylis Oliveros       |  |
| 13    | DEF   | Gavy Santos           |  |
| 24    | DEF   | Aldana Cometti        |  |
| 5     | DEF   | Carmen Rodallega      |  |
| 21    | MED   | Nancy Madrid 84'      |  |
| 19    | MED   | Fabiana Vallejos      |  |
| 23    | MED   | Darnelly Quintero 60' |  |
| 27    | DEL   | Yoreli Rincón         |  |
| 9     | DEL   | Jennifer Peñaloza 88' |  |
| 7     | DEL   | Karla Torres          |  |
| D. T. | D. T. | Virgilio Puerto       |  |

| 20 | DEL | Estefanía Cartagena | 65' |
| 11 | MED | Leysi Pulgarín      | 82' |

| 15 | MED | Daniela Caracas | 60' |
| 6  | MED | Miley Arévalo   | 84' |
| 11 | DEL | Nelly Córdoba   | 88' |

| 64' | Lady Andrade | 1-0 |

| 68' · 74' · 84' | María Hurtado Mariana Pion Daniela Tamayo |

| 82' · | Jaylis Oliveros |

| Principal  | Bandera de ? |
| Asistentes | Bandera de ? |
|            | Bandera de ? |
| Cuarto     | Bandera de ? |

| 1     | POR   | Karen Hipólito     |  |
| 7     | DEF   | Daniela Tamayo     |  |
| 2     | DEF   | Nubiluz Rangel     |  |
| 17    | DEF   | Carolina Arias     |  |
| 6     | DEF   | Daniela Bedoya     |  |
| 21    | MED   | Carolina Arbeláez  |  |
| 13    | MED   | Mariana Pion       |  |
| 16    | MED   | Lady Andrade       |  |
| 18    | DEL   | Viviana Múnera 65' |  |
| 28    | DEL   | Estefanía González |  |
| 14    | DEL   | María Hurtado 82'  |  |
| D. T. | D. T. | Diego Bedoya       |  |

| 22    | POR   | Daniela Solera        |  |
| 17    | DEF   | Jaylis Oliveros       |  |
| 13    | DEF   | Gavy Santos           |  |
| 24    | DEF   | Aldana Cometti        |  |
| 5     | DEF   | Carmen Rodallega      |  |
| 21    | MED   | Nancy Madrid 84'      |  |
| 19    | MED   | Fabiana Vallejos      |  |
| 23    | MED   | Darnelly Quintero 60' |  |
| 27    | DEL   | Yoreli Rincón         |  |
| 9     | DEL   | Jennifer Peñaloza 88' |  |
| 7     | DEL   | Karla Torres          |  |
| D. T. | D. T. | Virgilio Puerto       |  |

| 20 | DEL | Estefanía Cartagena | 65' |
| 11 | MED | Leysi Pulgarín      | 82' |

| 15 | MED | Daniela Caracas | 60' |
| 6  | MED | Miley Arévalo   | 84' |
| 11 | DEL | Nelly Córdoba   | 88' |

| 64' | Lady Andrade | 1-0 |

| 68' · 74' · 84' | María Hurtado Mariana Pion Daniela Tamayo |

| 82' · | Jaylis Oliveros |

| Principal  | Bandera de ? |
| Asistentes | Bandera de ? |
|            | Bandera de ? |
| Cuarto     | Bandera de ? |

### Partido de vuelta
| 22    | POR   | Daniela Solera   |  |
| 15    | DEF   | Daniela Caracas  |  |
| 24    | DEF   | Aldana Cometti   |  |
| 13    | DEF   | Gavy Santos      |  |
| 5     | DEF   | Carmen Rodallega |  |
| 21    | MED   | Nancy Madrid     |  |
| 17    | MED   | Jaylis Oliveros  |  |
| 19    | MED   | Fabiana Vallejos |  |
| 27    | MED   | Yoreli Rincón    |  |
| 10    | DEL   | Ingrid Vidal 74' |  |
| 7     | DEL   | Karla Torres     |  |
| D. T. | D. T. | Virgilio Puerto  |  |

| 1     | POR   | Karen Hipólito     |  |
| 7     | DEF   | Daniela Tamayo 89' |  |
| 2     | DEF   | Nubiluz Rangel     |  |
| 17    | DEF   | Carolina Arias     |  |
| 6     | DEF   | Lorena Bedoya      |  |
| 21    | MED   | Carolina Arbeláez  |  |
| 13    | MED   | Mariana Pion       |  |
| 15    | MED   | Diana Cháves 26'   |  |
| 18    | DEL   | Viviana Múnera 61' |  |
| 16    | DEL   | Lady Andrade       |  |
| 28    | DEL   | Estefanía González |  |
| D. T. | D. T. | Diego Bedoya       |  |

| 11 | DEL | Nelly Córdoba | 74' |
| 6  | MED | Miley Arévalo | 85' |

| 14 | DEL | María Hurtado       | 26' |
| 20 | DEL | Estefanía Cartagena | 61' |
| 3  | DEF | Viverly Erazo       | 89' |

| 11' · 77' | Ingrid Vidal Fabiana Vallejos | 1-0 2-1 |

| 48' | Lady Andrade | 1-1 |

| Acierto de penal · Fallo de penal · Acierto de penal · Acierto de penal | Carmen Rodallega Jaylis Oliveros Fabiana Vallejos Aldana Cometti | 1:0 2:0 3:0 |

| Fallo de penal · Fallo de penal · Fallo de penal | Lady Andrade Carolina Arbeláez Mariana Pion | 1:0 2:0 |

| 63' · 90+1' | Carolina Arbeláez Estefanía Cartagena |

| Principal  | María Victoria Daza |
| Asistentes | Bandera de ?        |
|            | Bandera de ?        |
| Cuarto     | Bandera de ?        |

| 22    | POR   | Daniela Solera   |  |
| 15    | DEF   | Daniela Caracas  |  |
| 24    | DEF   | Aldana Cometti   |  |
| 13    | DEF   | Gavy Santos      |  |
| 5     | DEF   | Carmen Rodallega |  |
| 21    | MED   | Nancy Madrid     |  |
| 17    | MED   | Jaylis Oliveros  |  |
| 19    | MED   | Fabiana Vallejos |  |
| 27    | MED   | Yoreli Rincón    |  |
| 10    | DEL   | Ingrid Vidal 74' |  |
| 7     | DEL   | Karla Torres     |  |
| D. T. | D. T. | Virgilio Puerto  |  |

| 1     | POR   | Karen Hipólito     |  |
| 7     | DEF   | Daniela Tamayo 89' |  |
| 2     | DEF   | Nubiluz Rangel     |  |
| 17    | DEF   | Carolina Arias     |  |
| 6     | DEF   | Lorena Bedoya      |  |
| 21    | MED   | Carolina Arbeláez  |  |
| 13    | MED   | Mariana Pion       |  |
| 15    | MED   | Diana Cháves 26'   |  |
| 18    | DEL   | Viviana Múnera 61' |  |
| 16    | DEL   | Lady Andrade       |  |
| 28    | DEL   | Estefanía González |  |
| D. T. | D. T. | Diego Bedoya       |  |

| 11 | DEL | Nelly Córdoba | 74' |
| 6  | MED | Miley Arévalo | 85' |

| 14 | DEL | María Hurtado       | 26' |
| 20 | DEL | Estefanía Cartagena | 61' |
| 3  | DEF | Viverly Erazo       | 89' |

| 11' · 77' | Ingrid Vidal Fabiana Vallejos | 1-0 2-1 |

| 48' | Lady Andrade | 1-1 |

| Acierto de penal · Fallo de penal · Acierto de penal · Acierto de penal | Carmen Rodallega Jaylis Oliveros Fabiana Vallejos Aldana Cometti | 1:0 2:0 3:0 |

| Fallo de penal · Fallo de penal · Fallo de penal | Lady Andrade Carolina Arbeláez Mariana Pion | 1:0 2:0 |

| 63' · 90+1' | Carolina Arbeláez Estefanía Cartagena |

| Principal  | María Victoria Daza |
| Asistentes | Bandera de ?        |
|            | Bandera de ?        |
| Cuarto     | Bandera de ?        |

| 22    | POR   | Daniela Solera   |  |
| 15    | DEF   | Daniela Caracas  |  |
| 24    | DEF   | Aldana Cometti   |  |
| 13    | DEF   | Gavy Santos      |  |
| 5     | DEF   | Carmen Rodallega |  |
| 21    | MED   | Nancy Madrid     |  |
| 17    | MED   | Jaylis Oliveros  |  |
| 19    | MED   | Fabiana Vallejos |  |
| 27    | MED   | Yoreli Rincón    |  |
| 10    | DEL   | Ingrid Vidal 74' |  |
| 7     | DEL   | Karla Torres     |  |
| D. T. | D. T. | Virgilio Puerto  |  |

| 1     | POR   | Karen Hipólito     |  |
| 7     | DEF   | Daniela Tamayo 89' |  |
| 2     | DEF   | Nubiluz Rangel     |  |
| 17    | DEF   | Carolina Arias     |  |
| 6     | DEF   | Lorena Bedoya      |  |
| 21    | MED   | Carolina Arbeláez  |  |
| 13    | MED   | Mariana Pion       |  |
| 15    | MED   | Diana Cháves 26'   |  |
| 18    | DEL   | Viviana Múnera 61' |  |
| 16    | DEL   | Lady Andrade       |  |
| 28    | DEL   | Estefanía González |  |
| D. T. | D. T. | Diego Bedoya       |  |

| 11 | DEL | Nelly Córdoba | 74' |
| 6  | MED | Miley Arévalo | 85' |

| 14 | DEL | María Hurtado       | 26' |
| 20 | DEL | Estefanía Cartagena | 61' |
| 3  | DEF | Viverly Erazo       | 89' |

| 11' · 77' | Ingrid Vidal Fabiana Vallejos | 1-0 2-1 |

| 48' | Lady Andrade | 1-1 |

| Acierto de penal · Fallo de penal · Acierto de penal · Acierto de penal | Carmen Rodallega Jaylis Oliveros Fabiana Vallejos Aldana Cometti | 1:0 2:0 3:0 |

| Fallo de penal · Fallo de penal · Fallo de penal | Lady Andrade Carolina Arbeláez Mariana Pion | 1:0 2:0 |

| 63' · 90+1' | Carolina Arbeláez Estefanía Cartagena |

| Principal  | María Victoria Daza |
| Asistentes | Bandera de ?        |
|            | Bandera de ?        |
| Cuarto     | Bandera de ?        |

| 22    | POR   | Daniela Solera   |  |
| 15    | DEF   | Daniela Caracas  |  |
| 24    | DEF   | Aldana Cometti   |  |
| 13    | DEF   | Gavy Santos      |  |
| 5     | DEF   | Carmen Rodallega |  |
| 21    | MED   | Nancy Madrid     |  |
| 17    | MED   | Jaylis Oliveros  |  |
| 19    | MED   | Fabiana Vallejos |  |
| 27    | MED   | Yoreli Rincón    |  |
| 10    | DEL   | Ingrid Vidal 74' |  |
| 7     | DEL   | Karla Torres     |  |
| D. T. | D. T. | Virgilio Puerto  |  |

| 1     | POR   | Karen Hipólito     |  |
| 7     | DEF   | Daniela Tamayo 89' |  |
| 2     | DEF   | Nubiluz Rangel     |  |
| 17    | DEF   | Carolina Arias     |  |
| 6     | DEF   | Lorena Bedoya      |  |
| 21    | MED   | Carolina Arbeláez  |  |
| 13    | MED   | Mariana Pion       |  |
| 15    | MED   | Diana Cháves 26'   |  |
| 18    | DEL   | Viviana Múnera 61' |  |
| 16    | DEL   | Lady Andrade       |  |
| 28    | DEL   | Estefanía González |  |
| D. T. | D. T. | Diego Bedoya       |  |

| 11 | DEL | Nelly Córdoba | 74' |
| 6  | MED | Miley Arévalo | 85' |

| 14 | DEL | María Hurtado       | 26' |
| 20 | DEL | Estefanía Cartagena | 61' |
| 3  | DEF | Viverly Erazo       | 89' |

| 11' · 77' | Ingrid Vidal Fabiana Vallejos | 1-0 2-1 |

| 48' | Lady Andrade | 1-1 |

| Acierto de penal · Fallo de penal · Acierto de penal · Acierto de penal | Carmen Rodallega Jaylis Oliveros Fabiana Vallejos Aldana Cometti | 1:0 2:0 3:0 |

| Fallo de penal · Fallo de penal · Fallo de penal | Lady Andrade Carolina Arbeláez Mariana Pion | 1:0 2:0 |

| 63' · 90+1' | Carolina Arbeláez Estefanía Cartagena |

| Principal  | María Victoria Daza |
| Asistentes | Bandera de ?        |
|            | Bandera de ?        |
| Cuarto     | Bandera de ?        |

|                                      |
| Campeón Atlético Huila Primer título |